# When the Angels Swing
When the Angels Swing ist das erste Livealbum sowie das zweite Videoalbum der deutschen Popband No Angels. Es wurde im November 2002 veröffentlicht und erreichte die Top 10 der deutschen Albumcharts. Für dieses Album wurden verschiedene Titel der beiden Studioalben Elle’ments und Now … Us! in der Stilrichtung Swing neu interpretiert und arrangiert.

## Hintergrund
Am 2. Oktober 2002 gaben die No Angels ein Exklusivkonzert im Tränenpalast an der Berliner Friedrichstraße vor etwa 300 geladenen Gästen. Die Band wurde von einer 24-köpfigen Big Band begleitet, darunter namhafte Jazz-Musiker wie Wolfgang Haffner, Axel Schlosser und Torsten Maaß. Arrangiert wurde das Konzert vom Jazz-Trompeter und Komponist Till Brönner. Das Konzert wurde aufgezeichnet und am 2. Dezember 2002 als Livealbum und Live-DVD unter dem Titel When the Angels Swing veröffentlicht.
Produziert wurde When the Angels Swing von Till Brönner. Die Produktion folgte dem Trend, der 2001 von Robbie Williams mit dem erfolgreichen Album Swing When You’re Winning gesetzt wurde und von Paul Anka mit Rock Swings fortgesetzt wurde. Im Gegensatz zu Williams, der Jazz-Klassiker aus den 1940er Jahren interpretiert hat, präsentierten die No Angels ihre eigenen Titel in Swing-Arrangements für eine Bigband-Orchestrierung.
Am 24. April 2004 wurde die Aufzeichnung des Konzertes vom ZDF, in der Sendereihe ZDF in concert, im Fernsehen ausgestrahlt. Im Januar 2021 erschien das Livealbum neu gemastert als Wiederveröffentlichung bei der neuen Plattenfirma der No Angels, BMG Rights Management, die im Jahr 2020 die Masteraufnahmen der No Angels bis 2003 von ihrer ehemaligen Plattenfirma Cheyenne Records erworben hat.

## Stil
Ausgewählte Titel der beiden Studioalben Elle’ments und Now… Us! wurden in der Stilrichtung Swing neu interpretiert und arrangiert. Dabei liegen deutliche Akzente auf Trompete, Saxophon und Geige.

## Titelliste
| #   | Titel                     |      |
| --- | ------------------------- | ---- |
| 1.  | Daylight in Your Eyes     | 3:32 |
| 2.  | Autumn Breeze             | 3:51 |
| 3.  | Funky Dance               | 3:03 |
| 4.  | Like Ice in the Sunshine  | 2:43 |
| 5.  | There Must Be an Angel    | 3:56 |
| 6.  | Faith Can Move a Mountain | 3:30 |
| 7.  | 2 Get Over U              | 3:22 |
| 8.  | Still in Love with You    | 3:37 |
| 9.  | Now That We Found Love    | 3:48 |
| 10. | Something About Us        | 3:45 |
| 11. | That’s the Reason         | 3:26 |
| 12. | Anchor Your Love          | 3:27 |
| 13. | Rivers of Joy             | 3:23 |
| 14. | All Cried Out             | 3:34 |

## Rezeption

### Rezensionen
- Dorothee von Peterffy für laut.de: „Wenn man den Vergleich zu Robbies Swing-Album wagen möchte, bleiben die No Angels weit zurück. Das mag daran liegen, dass ihre doch sehr an die heutige Zeit gebundenen Popsongs einfach nicht in das Swing-Kleid passen wollen. Ein Erfolg wie einst der von Williams dürfte ausbleiben.“[1]
- Rezension auf brainstorms42.de: „Robbie Williams hat vor nicht allzu langer Zeit den höchstdotierten Plattenvertrag der Geschichte unterschrieben. Davon sind die No Angels noch meilenweit entfernt, doch auch sie wagen es, ein Swing-Album zu veröffentlichen. […] 14 Songs bietet das Album. Und bis auf «Daylight», das zuweilen erzwungen klingt, zu sehr gewinnt man den Eindruck, hier wird etwas passend gemacht, was nicht passt, ist es ein ganz großartiges Album, das seinen Platz unter den Weihnachtsbaum finden wird.“[6]
- ProSieben-Kritik: „Ob mit Trompeten, Saxophon, Geigen, Gitarren, Paukenschlägen oder dem Piano – ihr eigentlich bekannter Sound wird ein ganz Neuer und der Horizont öffnet sich. Selbst wenn man keine Ahnung hat, oder besser, kein Interesse am Big-Band-Stil: man sollte der CD eine Chance geben – denn hier findet Jazz, Blues und Swing eine neue Definition.“[7]

### Preise
Am 4. Februar 2003 wurden die No Angels für When the Angels Swing mit dem Medienpreis Goldene Kamera in der Kategorie Pop National ausgezeichnet.

### Charts und Chartplatzierungen
When the Angels Swing erreichte in Deutschland Rang neun der Albumcharts und platzierte sich eine Woche in den Top 10 sowie 14 Wochen in den Top 100. Es ist nach Elle’ments und Now … Us! das dritte Top-10-Album und Chartalbum der Band in Deutschland. In Österreich erreichte das Album mit Rang 22 seine beste Chartnotierung und platzierte sich zehn Wochen in den Charts. Hier ist es ebenfalls nach Elle’ments und Now … Us! das dritte Chartalbum der No Angels. Die Verkäufe des Livealbums und der Musik-DVD werden in beiden Ländern zusammenaddiert und in den Albumcharts berücksichtigt.
| ChartsChartplatzierungen | Höchstplatzierung | Wochen |
| ------------------------ | ----------------- | ------ |
| Deutschland (GfK)        | 9 (14 Wo.)        | 14     |
| Österreich (Ö3)          | 22 (10 Wo.)       | 10     |

### Auszeichnungen für Musikverkäufe
Das Videoalbum wurde für über 25.000 verkaufte Einheiten in Deutschland mit einer Goldenen Schallplatte ausgezeichnet.

| Land/Region        | Auszeichnungen für Musikverkäufe (Land/Region, Auszeichnung, Verkäufe) | Verkäufe |
| ------------------ | ---------------------------------------------------------------------- | -------- |
| Deutschland (BVMI) | Gold                                                                   | 25.000   |
| Insgesamt          | 1× Gold ·                                                              | 25.000   |